# Верхний Барханчак
Ве́рхний Барханча́к (тат. Югары Барханчык) — аул в Ипатовском районе (городском округе) Ставропольского края Российской Федерации.

## Варианты названия
- Большой Барханчак,
- Большой-Барханчак,
- Верхний-Барханчак[3].

## Географическое положение
Расстояние до краевого центра: 103 км. Расстояние до районного центра: 16 км.

## История
Первоначально поселения Верхний Барханчак и Нижний Барханчак входили в состав туркменского аула Большой Барханчак (Баш Аул), образованного в 1836 году на реке Барханчак (правый приток Калауса).

Аул Верхний Барханчак (местное название — Баш аул) был основан в 1836 году переселенцами с туркменских земель, расположенных между Калаусом и Большедербетовским улусом, с урочищ Кеста, Маки и Джалга (район села Дербетовка). Жители аула именовали себя как «дербетовские солнаджи». Часть из них влилась в човдырское население основанного поблизости в 1869 году аула Юсуп-Кулакский.—  В. Н. Кротенко «Степная колыбель героев»
По данным переписи 1920 года Верхний Барханчак входил в состав Мало-Барханчакской волости Туркменского района Благодарненского уезда Ставропольской губернии.
По состоянию на 1 мая 1953 год аул являлся административным центром Верхне-Барханчакского сельсовета Ипатовского района Ставропольского края. В 1954 году Книгинский, Мало-Барханчакский, Верхне-Барханчакский и Крестьянский сельсоветы были объединены в Книгинский сельсовет. Согласно спискам 1959, 1966 и 1970 годов аул Верхний Барханчак относился к Октябрьскому сельсовету (до 1957 года — Книгинский). Затем он вошёл в состав образованного в 1976 году Мало-Барханчакского сельсовета.
В 1970-е годы на базе аулов Малый Барханчак, Верхний Барханчак, Нижний Барханчак и села Крестьянского был образован колхоз имени Будённого (с 1992 года — АСП «Барханчакское»).
До 2017 года аул входил в упразднённый Мало-Барханчакский сельсовет.

## Население
| 1897 | 1925 | 1926 | 1989 | 2002 | 2010 | 2014 | 2021  | 2023 |
| ---- | ---- | ---- | ---- | ---- | ---- | ---- | ----- | ---- |
| 825  | ↘343 | ↘249 | ↗381 | ↗425 | ↗433 | ↘400 | ↗1091 | ↘388 |

Жители преимущественно туркмены (54 %) и татары (34 %).

## Сельское хозяйство
На территории аула расположено ООО «Барханчакское», занимающееся производством зерновых культур.

## Инфраструктура
В Верхнем Барханчаке 5 улиц — Гагарина, Ленина, Набережная, Центральная и Школьная. В 820 м к северо-западу  от жилого дома № 2 по улице Набережной расположено общественное открытое кладбище площадью 41 000 м², а в 920 м к юго-востоку от жилого дома № 98 по улице Гагарина — ногайское стихийное закрытое кладбище площадью 663 м².
С 1955 года аул радиофицирован, с 1964 года — электрифицирован, с 2007 года — газифицирован.

## Связь и телекоммуникации
В 2016 году в ауле введена в эксплуатацию точка доступа к сети Интернет (передача данных осуществляется посредством волоконно-оптической линии связи).

## Ислам
В 2015 году зарегистрирована местная религиозная организация мусульман-суннитов аула Верхний Барханчак.

## Памятники
На территории между аулами Верхний и Нижний Барханчак находится памятник истории местного значения «Могила Х. Ибрагимова, командира взводного отряда Ипатова, погибшего за власть Советов» (1919, 1965 годы).